# خوان لونا
خوان لونا (بالإنجليزية: Juan Luna) (بالفلبين 23 أكتوبر 1857 - بهونغ كونغغ 7 دجنبر 1899)، هو رسام فلبيني ولد في بادو التابعة لمحافظة ايلوكوس نورتي.

## السيرة الذاتية
أرسل خوان إلى أوروبا ليتم دراسته حول الفن، حيث زار هناك إسبانيا، إيطاليا ثم فرنسا، و في النهاية استقر بباريس، حيث تزوج من باز باردو تافيرا، وأنجبت له أندريس، و23 شتنبر 1892 إعترت خوان نوبة غضب قام على إثرها بإطلاق الرصاص على زوجته وزوجة أبيها؛ مما أدى إلى مقتلهما وجرح فيلكس (الأخ الشقيق لخوان لونا)؛ وعلى إثر ذلك أعتُقِل.
وفي 8 فبراير 1893 أفرج عنه واستقر هو وابنه بإسبانيا.

## رسوماته

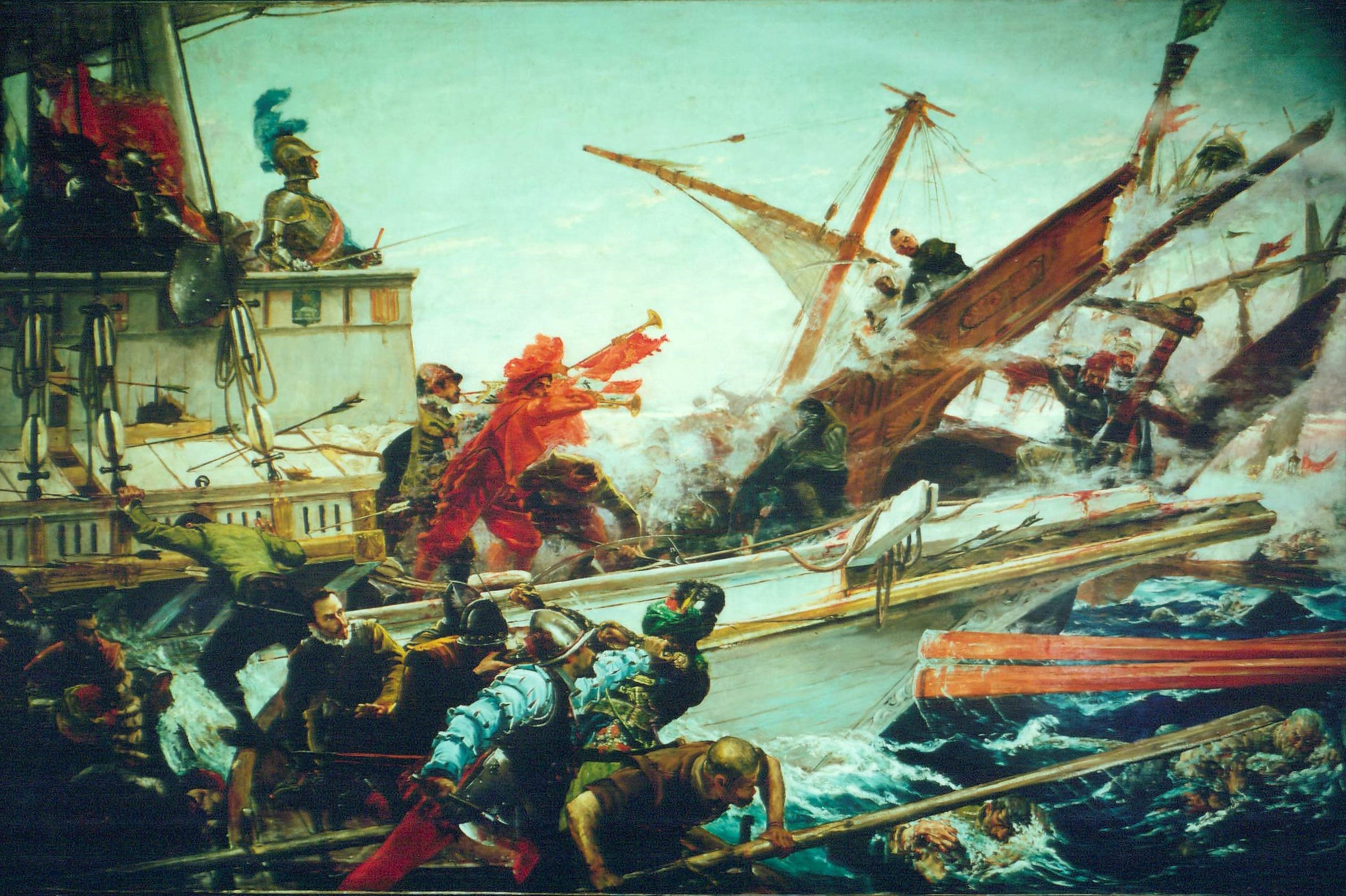
La Batalla de Lepanto
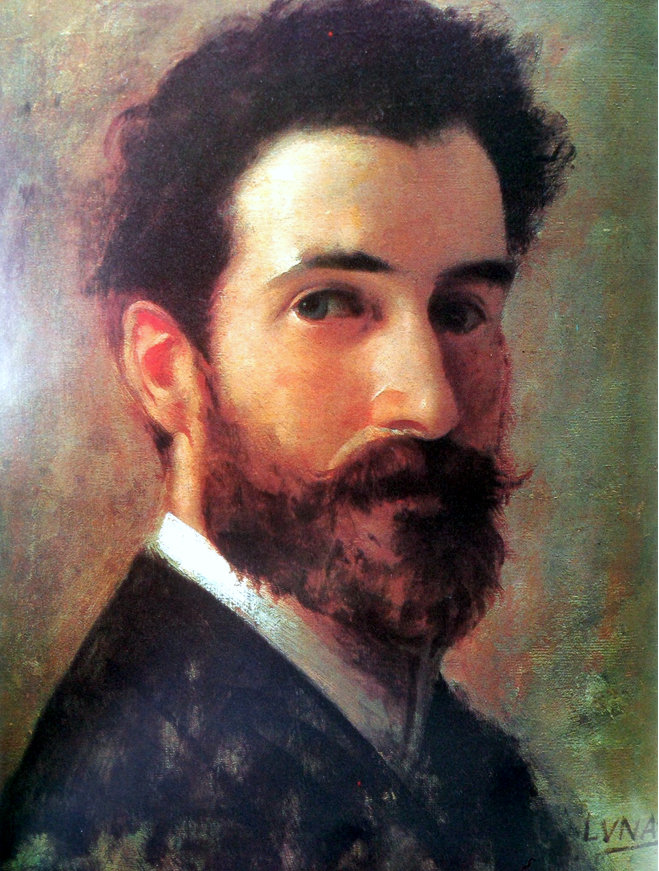
Mariano Benlliure
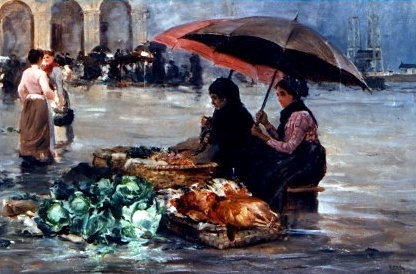
Mercado de Portugalete

## وصلات خارجية
- Ausführliche Biografie von Juan Luna
- Biografie des Nationalhelden Juan Luna نسخة محفوظة 25 أبريل 2009 على موقع واي باك مشين.
- Bilder Juan Lunas